# Vesuvio Cafe

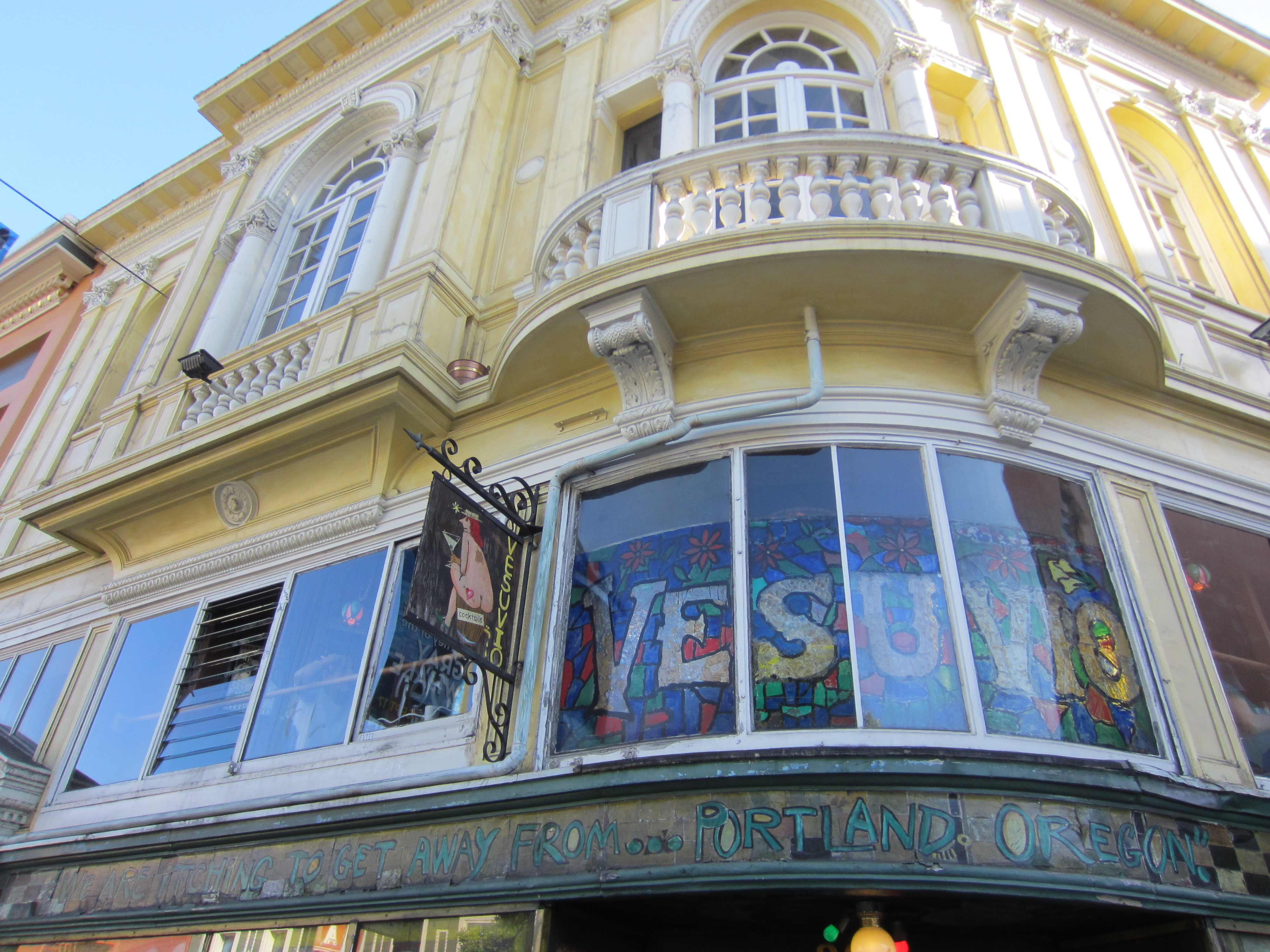
Gevel van het Vesuvio Cafe.

Vesuvio Cafe is een historisch café in de North Beach-buurt van San Francisco, in de Amerikaanse staat Californië.

## Geschiedenis
Het Vesuvio Cafe werd in 1948 door Henri Lenoir gesticht. De bar bevindt zich aan 255 Columbus Avenue, naast de City Lights Bookstore waar de controversiële werken van de Beat-dichters vanaf de jaren 1950 werden uitgegeven. Tussen het café en de boekhandel ligt een steegje dat oorspronkelijk Adler heette, maar sinds 1988 Jack Kerouac Alley heet. De dichters en schrijvers van de Beat Geneation, waaronder Kerouac en Neal Cassady, waren vaak in het Vesuvio Cafe te vinden.
Het café bestaat nog steeds.